# Gerhard Lamprecht

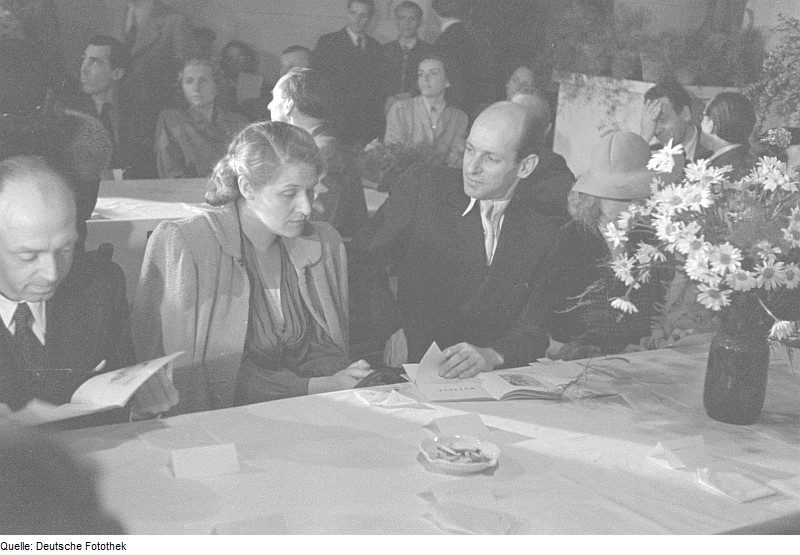
Gerhard Lamprecht (links) 1946 auf der Gründungsfeier der DEFA; rechts: Kurt Maetzig

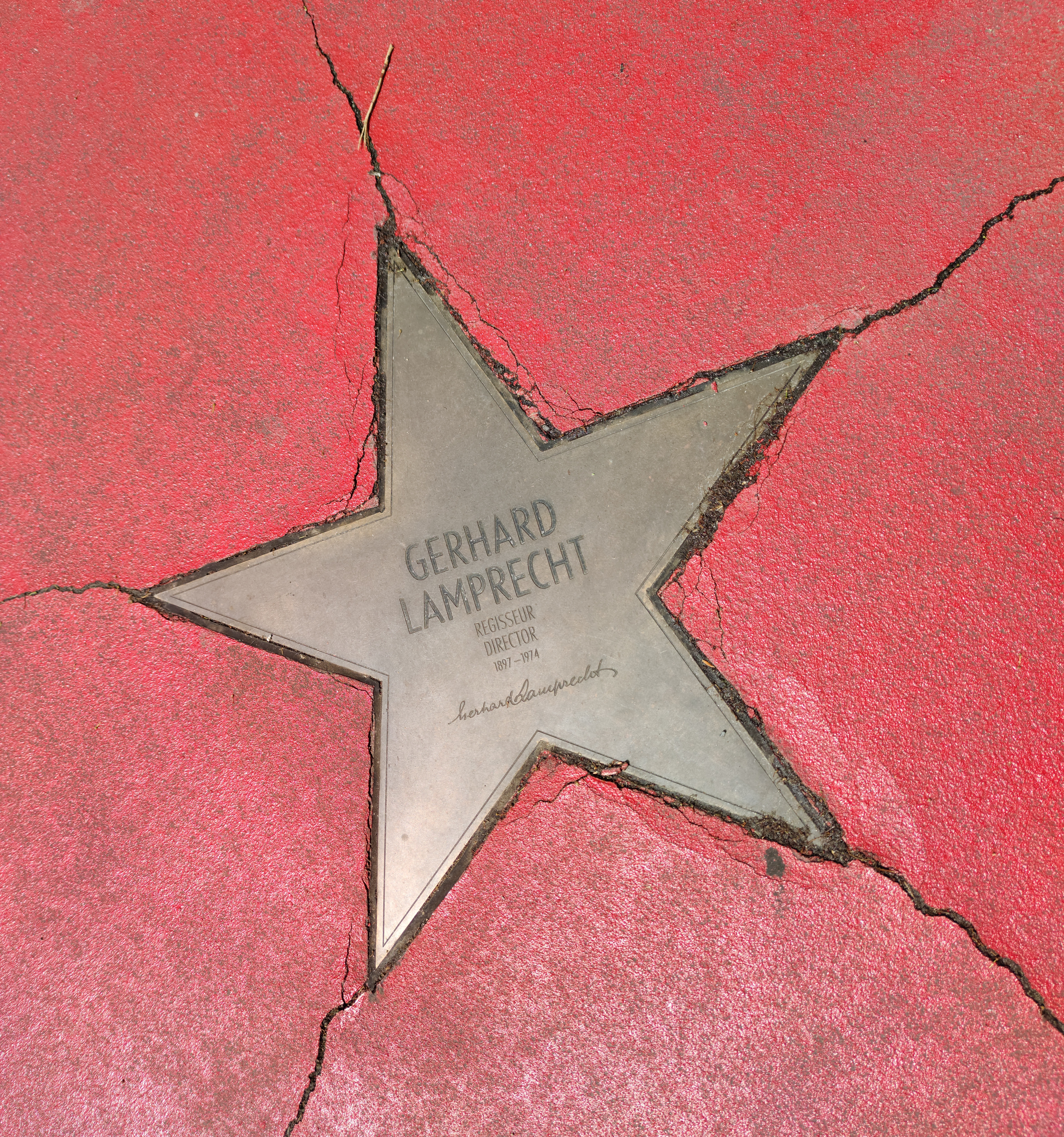
Lamprechts Bronzestern mit Signatur auf dem Boulevard der Stars in Berlin

Deutsche Stummfilme Register

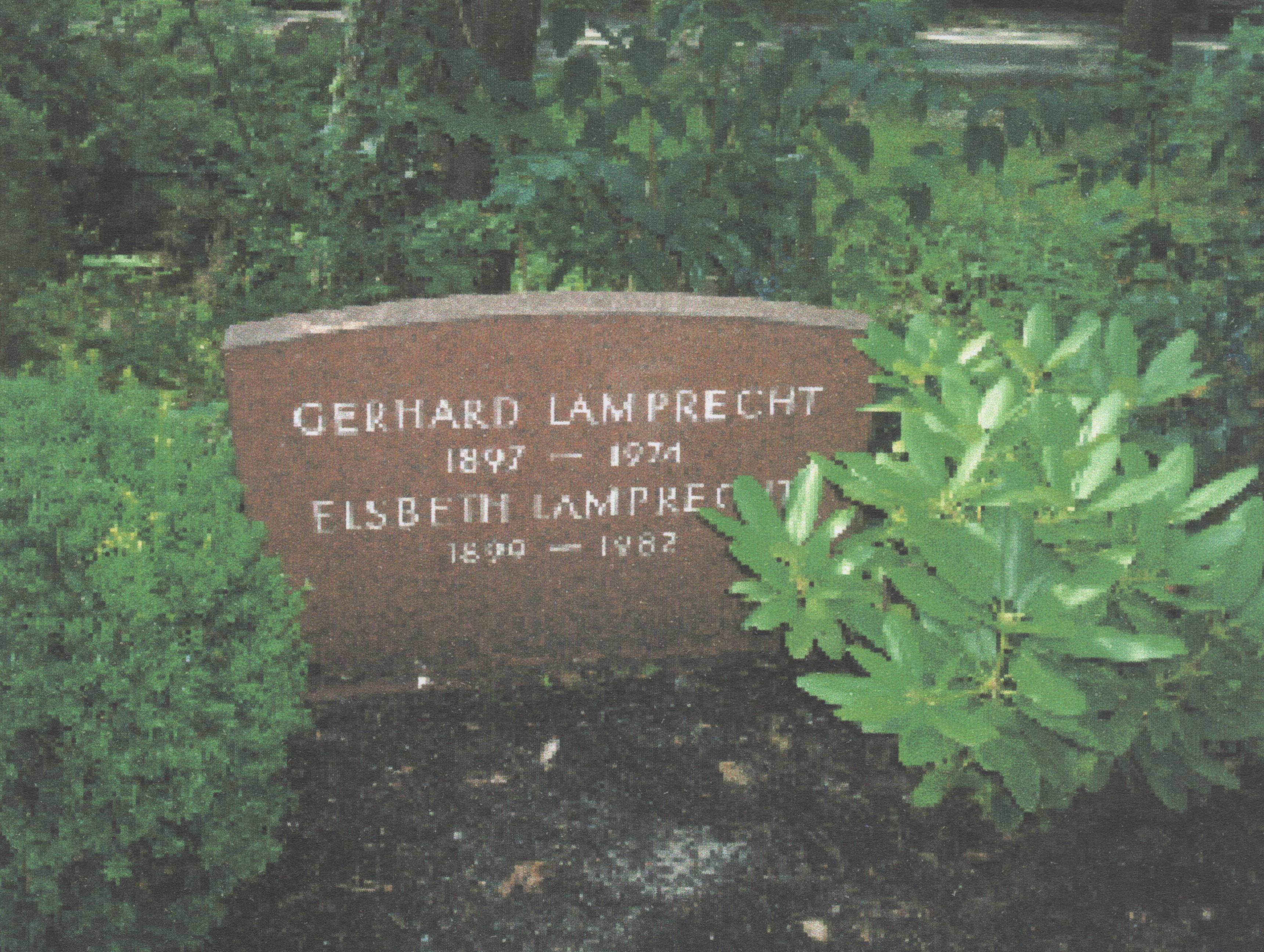
Grabstätte von Gerhard Lamprecht und Frau

Gerhard Gotttraut Otto Lamprecht (* 6. Oktober 1897 in Berlin; † 4. Mai 1974 ebenda) war ein deutscher Regisseur, Drehbuchautor, Dramaturg und Filmhistoriker.

## Leben
Gerhard Lamprecht, Sohn des Gefängnispfarrers Hans Lamprecht (1856–1930) und der Eugenie Bärensprung (1869–1933), interessierte sich schon als Kind für das Kino. Im Alter von zwölf Jahren arbeitete er bereits bei Filmvorführungen, 1914 verkaufte er sein erstes Filmmanuskript an die Berliner Filmgesellschaft Eiko-Film GmbH. Ab 1916 nahm er auch Schauspielunterricht bei Paul Bildt, einem der Pioniere des deutschen Films, und setzte seine Kenntnisse auf der Bühne um. Er studierte Theaterwissenschaften und Kunstgeschichte in Berlin. 1917 sollte er eine Anstellung als Autor und Dramaturg bei der Oskar-Messter-Filmgesellschaft antreten, was jedoch durch seine Einberufung zu den Truppen des Ersten Weltkriegs vereitelt wurde. Im Jahre 1918 verwundet, schrieb er im Lazarett bereits wieder Drehbücher. Lupu Pick, mit dem er bereits mehrmals zusammengearbeitet hatte, berief ihn 1919 zum Chefdramaturg seiner Firma Rex-Film.
Im Jahre 1920 führte er erstmals selbst Regie in Es bleibt in der Familie. In der damaligen Stummfilmzeit befasste er sich auch mit den von Sergei Eisenstein entwickelten Montagetechniken. Lamprecht hatte mit Literaturverfilmungen Erfolg, so 1923 mit einer Adaption von Thomas Manns Buddenbrooks und der auch international sehr erfolgreichen Verfilmung Emil und die Detektive von Erich Kästners Roman Emil und die Detektive nach dem Drehbuch von Billy Wilder. Er interessierte sich auch für die Lebensbedingungen der Ärmsten der Bevölkerung und schuf Mitte der 1920er Jahre eine herausragende und teilweise auch im Ausland beachtete Sozial-Trilogie (Die Verrufenen 1925, in den USA als The slums of Berlin veröffentlicht, Die Unehelichen 1926 und Menschen untereinander 1926).
Unter seinen nach 1933 entstandenen Filmen ist Madame Bovary (1937) nach Gustave Flaubert mit Pola Negri und Ferdinand Marian der bemerkenswerteste. Sein Trümmerfilm Irgendwo in Berlin (1946) gehörte nach dem Ende des Zweiten Weltkrieges zu den ersten Veröffentlichungen der DEFA.
Lamprecht verlagerte sein Interesse nunmehr zunehmend auf die Filmgeschichte. Die Basis hierfür war eine umfangreiche Sammlung, die er seit seiner Schulzeit aufgebaut hatte – er arbeitete als Schüler als Filmvorführer im Kino und sammelte alles, was mit Film zu tun hatte. Die Sammlung wurde 1962 vom Berliner Senat übernommen und bildete die Basis der Deutschen Kinemathek, die Lamprecht bis 1966 leitete. Er wurde 1967 mit dem Filmband in Gold für langjähriges und hervorragendes Wirken im deutschen Film ausgezeichnet. Bis 1970 veröffentlichte er in Zusammenarbeit mit der Kinemathek ein achtbändiges Lexikon sowie ein Gesamtregister Deutsche Stummfilme aus den Jahren 1903 bis 1931.
Lamprecht war seit 1923 mit Elisabeth („Elsbeth“) Donath (1899–1982) verheiratet. Das gemeinsame Grab befindet sich auf dem Waldfriedhof in Berlin-Zehlendorf.
2013 wurden anlässlich des 50-jährigen Bestehens der Deutschen Kinemathek eine Reihe seiner Filme restauriert und auf DVD publiziert. Zudem erschienen drei Bände zu verschiedenen Aspekten von Lamprechts Leben als Regisseur und Sammler.

## Ehrungen
- 1956: Verdienstkreuz am Bande der Bundesrepublik Deutschland
- 2012: Stern auf dem Boulevard der Stars in Berlin

## Filmografie
- 1918: Der Weltspiegel (Co-Drehbuch)
- 1919: Der Flimmerprinz (Drehbuch)
- 1919: Tötet nicht mehr! (Co-Drehbuch)
- 1920: Niemand weiß es (Co-Drehbuch)
- 1920: So ein Lausbub (Drehbuch)
- 1920: Es bleibt in der Familie (auch Co-Drehbuch)
- 1921: Der Friedhof der Lebenden (auch Co-Drehbuch)
- 1921: Die Erlebnisse einer Kammerzofe
- 1921/22: Frauenbeichte (3 Teile)
- 1922: Aus den Erinnerungen eines Frauenarztes (2 Teile)
- 1923: Das Haus ohne Lachen (auch Co-Drehbuch)
- 1923: Und dennoch kam das Glück (auch Drehbuch)
- 1923: Buddenbrooks (auch Co-Drehbuch)
- 1924: Die Andere
- 1925: Die Verrufenen (auch Co-Drehbuch)
- 1925: Hanseaten (auch Co-Drehbuch)
- 1926: Die Unehelichen (auch Co-Drehbuch und Produktion)
- 1926: Menschen untereinander (auch Co-Drehbuch und Produktion)
- 1926: Schwester Veronika (auch Co-Drehbuch)
- 1927: Der Katzensteg (auch Co-Drehbuch)
- 1928: Der alte Fritz, 1. Teil: Friede (auch Co-Drehbuch und Produktion)
- 1928: Der alte Fritz, 2. Teil: Ausklang (auch Co-Drehbuch und Produktion)
- 1928: Der Mann mit dem Laubfrosch (auch Co-Drehbuch)
- 1928: Erstarrte Märchenwelt (Kurzdokumentation)
- 1928: Unter der Laterne (auch Co-Drehbuch und Produktion)
- 1930: Zweierlei Moral (auch Drehbuch)
- 1931: Zwischen Nacht und Morgen
- 1931: Emil und die Detektive
- 1932: Der schwarze Husar
- 1932: Was wissen denn Männer
- 1933: Spione am Werk
- 1933: Ein gewisser Herr Gran
- 1934: Einmal eine große Dame sein
- 1934: Prinzessin Turandot
- 1935: Barcarole
- 1935: Einer zuviel an Bord
- 1935: Der höhere Befehl
- 1936: Ein seltsamer Gast
- 1937: Madame Bovary
- 1937: Die gelbe Flagge
- 1938: Der Spieler
- 1939: Die Geliebte
- 1939: Frau im Strom (Arbeitstitel: Das Leben ist schön)
- 1940: Mädchen im Vorzimmer
- 1941: Clarissa
- 1942: Diesel (auch Co-Drehbuch)
- 1943: Du gehörst zu mir
- 1945: Die Brüder Noltenius
- 1945: Kamerad Hedwig (unvollendet)
- 1946: Irgendwo in Berlin (auch Drehbuch)
- 1949: Quartett zu fünft
- 1949: Madonna in Ketten
- 1954: Meines Vaters Pferde I. Teil Lena und Nicoline
- 1954: Meines Vaters Pferde II. Teil Seine dritte Frau
- 1954: Der Engel mit dem Flammenschwert
- 1955: Oberwachtmeister Borck
- 1958: Menschen im Werk (auch Drehbuch zusammen mit Herbert Hennies)